# Strijkkwartet nr. 1 (Bartók)
Het Strijkkwartet nr. 1 in a mineur van Béla Bartók werd voltooid in 1909. De partituur is gedateerd 27 januari van dat jaar.
Het werk bestaat uit drie delen, zonder onderbreking achter elkaar te spelen (attacca):
1. Lento
2. Allegretto
3. Allegro vivace

Het werk is ten minste gedeeltelijk geïnspireerd door Bartóks onbeantwoorde liefde voor de violist Stefi Geyer - in een brief aan haar, noemde hij het eerste deel een "begrafenis-dirge" en de openingsnoten laten sporen zien van een motief dat voor het eerst verscheen in zijn eerste vioolconcert, een werk opgedragen aan Geyer en daarna door hem vastgehouden voor vele jaren. De intense wijze van het gebruik van contrapunt in dit deel wordt vaak vergeleken met Beethovens strijkkwartet nr. 14, waarvan het openingsdeel een langzame fuga is.
De volgende delen zijn steeds sneller, en de stemming van het werk wordt geleidelijk lichter, redelijk opgewekt eindigend. Het derde deel wordt over het algemeen beschouwd als het meest typische van Bartóks rijpe stijl, waaronder vroeg bewijs van zijn interesse in Hongaarse volksmuziek.
De première van het kwartet vond plaats op 19 maart 1910 in Boedapest door het the Waldbauer-Kerpely-kwartet, twee dagen nadat Bartók piano met hen speelde in een concert gewijd aan de muziek van Zoltán Kodály. De eerste gedrukte uitgave was in 1911 in Hongarije.